# Incontri internazionali di rugby a 15 di fine anno 1981
Nel rugby a 15 è tradizione che a fine anno (ottobre-dicembre) si disputino una serie di incontri internazionali che gli europei chiamano "Autumn International"  e gli appassionati dell'emisfero sud "Springtime tour". In particolare le nazionali dell'emisfero Sud, a fine della loro stagione si recano in tour in Europa.

## Tour
- Romania in Scozia: dopo Galles Irlanda è la Scozia ad ospitare la Romania

| Edimburgo 26 settembre 1981 | Scozia | 12 – 6 | Romania | (Murrayfield) |

- Australia in Gran Bretagna:  l'Australia si reca in tour in Gran Bretagna. Cinquistera 1 sola vittoria (Irlanda contro 3 sconfitte contro le altre squadre britanniche.

| Dublino 21 novembre 1981 | Irlanda | 12 – 16 | Australia | Lansdowne Road |

| Cardiff 5 dicembre 1981 | Galles | 18 – 13 | Australia | Arms Park |

| Edimburgo 19 dicembre 1981 | Scozia | 24 – 15 | Australia | Murrayfield |

| Londra 2 gennaio 1982 | Inghilterra | 15 – 11 | Australia | Twickenham |

- Nuova Zelanda in Romania e Francia: gli All Blacks conquistano tre successi contro Romania e Francia (2 match).

| Bucarest 24 ottobre 1981 | Romania Romania | 6 – 14 | Nuova Zelanda XV | August 23 Stadium |

| Tolosa 14 novembre 1981 | Francia | 9 – 13 | Nuova Zelanda | Toulouse Stadium |

| Parigi 21 novembre 1981 | Francia | 6 – 18 | Nuova Zelanda | Parco dei Principi |